# Køng Sogn (Vordingborg Kommune)
 For alternative betydninger, se Køng Sogn. (Se også artikler, som begynder med Køng Sogn)
Køng Sogn er et sogn i Stege-Vordingborg Provsti (Roskilde Stift).
I 1800-tallet var Køng Sogn et selvstændigt pastorat. Køng sognekommune blev senere udvidet med Lundby Sogn, der var anneks til Hammer Sogn. Hammer-Lundby sognekommune blev senere delt, så hvert sogn dannede sin egen sognekommune. Alle 3 sogne hørte til Hammer Herred i Præstø Amt. Køng-Lundby blev ved kommunalreformen i 1970 indlemmet i Vordingborg Kommune.
I Køng Sogn ligger Køng Kirke. Svinø Kirke blev i 1900 indviet som filialkirke til Køng Kirke, og Svinø blev et kirkedistrikt i Køng Sogn. I 2010 blev Svinø Kirkedistrikt udskilt som det selvstændige Svinø Sogn.
I Køng Sogn og Svinø Sogn findes følgende autoriserede stednavne:
- Avnø (areal, bebyggelse)
- Bankehuse (bebyggelse)
- Dybsø Fjord (vandareal)
- Fuglebækshuse (bebyggelse)
- Gadeskov (bebyggelse)
- Hylteholme (areal)
- Højbro (bebyggelse)
- Kostræde (bebyggelse, ejerlav)
- Køng (bebyggelse, ejerlav)
- Køng Firgårde (bebyggelse)
- Køng Flæskholm (bebyggelse)
- Køng Togårde (bebyggelse)
- Køng Torp (bebyggelse)
- Nordgård (bebyggelse)
- Sallerup (bebyggelse, ejerlav)
- Sallerupgård (ejerlav, landbrugsejendom)
- Svinø (areal, bebyggelse, ejerlav)
- Svinøvig (areal, ejerlav)
- Øbjerggård (ejerlav, landbrugsejendom)